# Estradiolo 6beta-monoossigenasi
La estradiolo 6beta-monoossigenasi è un enzima appartenente alla classe delle ossidoreduttasi, che catalizza la seguente reazione:
estradiolo-17β + AH2 + O2 ⇄ 6β-idrossiestradiolo-17β + A + H2O